# Kanton Les Forêts de Gascogne
 Les Forêts de Gascogne  is een kanton van het Franse departement Lot-et-Garonne. Het kanton maakt deel uit van de arrondissementen Marmande (16) en Nérac (16) en telde 15.529 inwoners in 2018.
Het kanton werd gevormd ingevolge het decreet van 26 februari 2014 met uitwerking op 22 maart 2015 met Casteljaloux als hoofdplaats.

## Gemeenten
Het kanton omvat de volgende gemeenten:
- Allons
- Antagnac
- Anzex
- Argenton
- Beauziac
- Bouglon
- Boussès
- Calonges
- Casteljaloux
- Caubeyres
- Durance
- Fargues-sur-Ourbise
- Grézet-Cavagnan
- Guérin
- Houeillès
- Labastide-Castel-Amouroux
- Lagruère
- Leyritz-Moncassin
- Le Mas-d'Agenais
- Pindères
- Pompogne
- Poussignac
- La Réunion
- Romestaing
- Ruffiac
- Saint-Martin-Curton
- Sainte-Gemme-Martaillac
- Sainte-Marthe
- Sauméjan
- Sénestis
- Villefranche-du-Queyran
- Villeton